# Anamesia angusta
Anamesia angusta är en kackerlacksart som beskrevs av M. Josephine Mackerras 1966. Anamesia angusta ingår i släktet Anamesia och familjen storkackerlackor. Inga underarter finns listade i Catalogue of Life.